# СМС Принц Еуген
СМС Принц Еуген је био аустроугарски дреднот бојни брод класе Тегетоф. Саграђен је у Трсту, 1912. године. Добио је име по Еугену Савојском, аустријском војсковођи из XVIII века. Након Првог светског рата предан је Француској и пребачен је у Тулон где је коришћен као мета за тестирање топова и авиона. Потопљен је 28. јуна 1922. године крај Тулона под артиљеријским ударцима бојних бродова Жан Барт, Париз и Франс.